# Antonio Fabios Ramírez
Antonio Fabios Ramírez (Córdoba, España, 5 de marzo de 1981) fue un futbolista español. Jugaba de defensa y su último club fue el Real Jaén CF de la Segunda División B de España, donde era capitán.

## Trayectoria
Empezó en las categorías inferiores del Córdoba CF, donde en 2003 ingresó en el filial madrileño del Club Atlético de Madrid B. En la temporada 2006/2007 ingresa en las filas del Real Jaén CF donde permaneció hasta la temporada 2011/2012, cuando tuvo que retirarse debido a una lesión en la rodilla.

## Características
Gran calidad técnica y colocación, buena incorporación. Hace bastantes goles en remates de faltas y corners.

## Clubes
| Club                      | País   | Año       |
| ------------------------- | ------ | --------- |
| Córdoba B                 | España | 2002-2003 |
| Club Atlético de Madrid B | España | 2003-2005 |
| CF Extremadura            | España | 2005-2006 |
| Real Jaén CF              | España | 2006-2012 |

## Palmarés
| Título                                  | Club         | País   | Año  |
| --------------------------------------- | ------------ | ------ | ---- |
| Copa Real Federación Española de Fútbol | Real Jaén CF | España | 2009 |

- Datos: Q5698270